# Syrena Entertainment Group
Syrena Entertainment Group – polska spółka dystrybucyjna.
Została założona w 1990 roku przez Levisa Minforda - kontrolera kin w krajach Beneluksu i Georga Filipowicza - Amerykańskiego inwestora polskiego pochodzenia oraz Jerzego Jednorowskiego, Sławomira Salamona i Jolę Tippe. Pochodzenie nazwy jest związane z babką Filipowicza, która była modelką rzeźbiarza Warszawskiej Syrenki. Pierwszym wyświetlonym filmem było Nic nie widziałem, nic nie słyszałem w sierpniu 1990. Początkowo przedsiębiorstwo było dystrybutorem Columbia TriStar Motion Picture Group jednak w 1992 roku poszerzono ofertę o filmy produkcji Orion, 20th Century Studios i filmy polskie a rok później Buena Vista, uzyskując tym samym pozycję lidera rynku na długie lata do tego stopnia, że niektórzy wydawcy oddawali Syrenie swoją ofertę tytułów do dystrybucji m.in. Imperial Entertainment, Top Video, NVC, Polsat.
Syrena zaczęła tracić swoją pozycję od przełomu lat 2001 i 2002, gdy doszło do rozstania się z Columbia Pictures. Głównym powodem upadku przedsiębiorstwa było jednak wycofanie się  Buena Visty latem 2003 roku. Pod koniec roku doszło do rozpadu na dwa przedsiębiorstwa - Forum Film Poland (zarządzane przez Sławomira Salamona), które przejęło dystrybucję filmów Disneya i stworzoną wraz z Imperialem spółką CinePix (zarządzana przez Jerzego Jednorowskiego oraz Levisa Minforda) zajmującą się tytułami 20th Century Studios oraz Metro-Goldwyn-Mayer.

## Przykładowa filmografia
- 2004: Stara baśń (serial tv) − produkcja
- 2003: Stara baśń. Kiedy słońce było bogiem − koprodukcja, dystrybucja
- 2003: Show − koprodukcja
- 2003: Przemiany − koprodukcja
- 2002: Pianista − dystrybucja
- 2001: Quo vadis − dystrybucja
- 2001: Przedwiośnie − dystrybucja
- 1999: Odlotowe wakacje − współpraca produkcyjna
- 1992: Kevin sam w domu − dystrybucja
- 1998: Poniedziałek − dystrybucja
- 1998: Billboard − dystrybucja
- 1996: Szamanka − dystrybucja
- 1996: Słodko gorzki − koprodukcja
- 1996: Panna Nikt − koprodukcja
- 1995: Prowokator − współpraca produkcyjna
- 1994: Psy 2. Ostatnia krew − współpraca produkcyjna
- 1992: Białe małżeństwo − produkcja